# 王献臣
王献臣（1469年—？），字敬止，号槐雨。錦衣衛鎮撫司匠籍，直隸苏州府吴县人。明朝政治人物，弘治癸丑進士，仕途多舛。是蘇州園林拙政園的開創者。

## 生平
家世居苏州人，隶籍锦衣卫，落籍京师順天府（今北京）。弘治五年（1492年）中式壬子科順天鄉試第四十名舉人，弘治六年（1493年）聯捷癸丑科进士。授任行人司行人，弘治八年（1495年）四月出使朝鲜，册封世子李隆为朝鲜國王（燕山君），十一年十二月选授廣東道御史，十五年巡按遼東，十六年五月因擅委军政官，及令军士导从出城，游山赋诗，为缉事者所发，逮下锦衣卫狱，法司拟赎杖还职，特命杖三十，降调外任，貶福建上杭縣县丞，八月又以张天祥案贬都许驿丞，升永嘉知县，以高州府通判致仕。

## 拙政园
正德年間，王献臣返居蘇州，在姑蘇城東買下一處廢墟，此地曾是南朝高士戴顒、和唐代詩人陸龜蒙的居處，於元代建有太弘寺，但已是斷垣殘壁，破落不堪。後改建為拙政園，乃江南知名園林。

## 家族
曾祖王文榮。祖父王成，父王瑾，封监察御史。母宋氏。具庆下。弟獻民、獻夫。